# McGeorge Bundy
McGeorge Bundy, „Mac” (ur. 30 marca 1919, zm. 16 września 1996) – amerykański polityk.

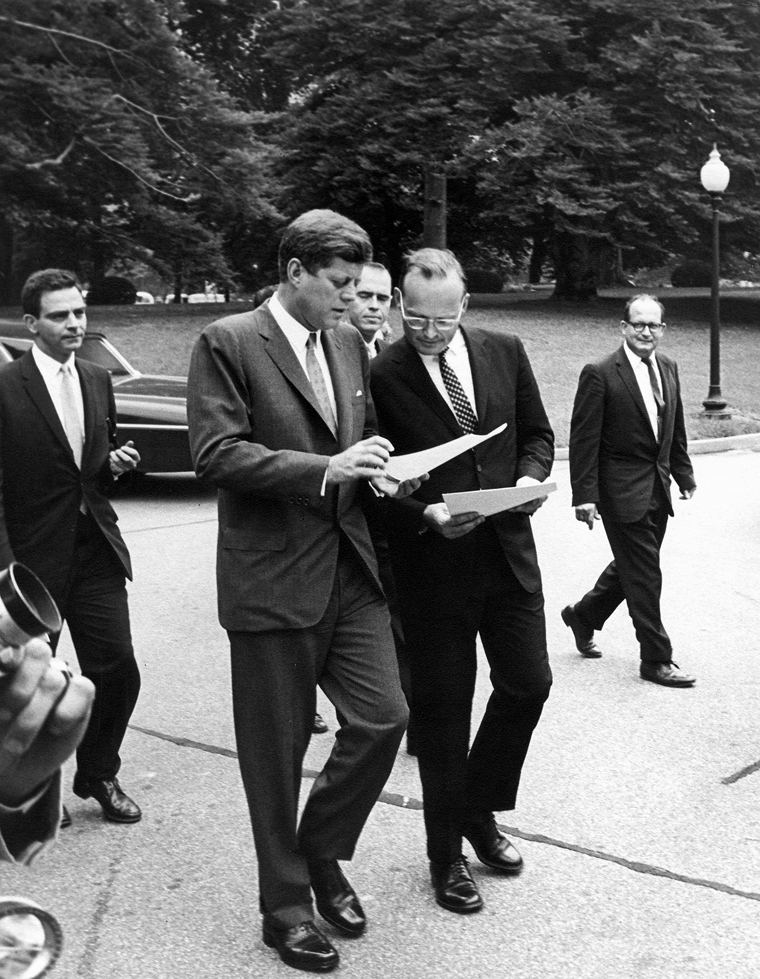
Prezydent Kennedy i McGeorge Bundy

Pełnił funkcję doradcy ds. bezpieczeństwa narodowego w administracji prezydentów Johna F. Kennedy’ego i Lyndona Bainesa Johnsona w latach 1961–1966. Od 1966 do 1979 był prezesem Ford Foundation.